# Homalomena grabowskii
Homalomena grabowskii är en kallaväxtart som beskrevs av Adolf Engler. Homalomena grabowskii ingår i släktet Homalomena och familjen kallaväxter. Inga underarter finns listade.